# Stephan Kurmann
Stephan Kurmann (* 29. April 1958 in Basel) ist ein Schweizer Bassist des Modern Jazz.

## Leben und Wirken
Kurmann lernte seit 1971 autodidaktisch E-Bass, bevor er 1974 an den Kontrabass wechselte. Er nahm  Unterricht bei Peter Bockius und absolvierte von 1981 bis 1986 die Swiss Jazz School in Bern. Er tourte mit verschiedenen Combos durch die Schweiz und durch Europa, so mit Chet Baker, Wild Bill Davison, Pony Poindexter, Sal Nistico, Philip Catherine oder Art Lande. Daneben arbeitete er auch in klassischen Orchestern wie der "Basel Sinfonietta". Mit der Gruppe Jasata und mit der Markus Plattner Band (Album The Song Man, 1991) besuchte er auch die Vereinigten Staaten und Australien.
Seit 1987 leitete er die "Stephan Kurmann Strings", zu der Andy Scherrer, Adam Taubitz, Makaya Ntshoko und Willy Kotoun gehören (gelegentlich um ein Streichquartett ergänzt). Weiterhin trat er mit Riccardo Garzoni, Dick de Graaf, Steve Grossman, Doug Hammond, Hans Kennel, Kirk Lightsey, Harold Mabern, Adrian Mears, Sandy Patton, Muneer Abdul Fataah, Alvin Queen, Jesper Thilo, Aliéksey Vianna und Mal Waldron auf und gehörte zu Bruno Spoerris Mulligan Project, dem Willy Bischof Jazztett, Cojazz und den Swiss Clarinet Players. Bei mehreren Aufenthalten in Kuba trat er mit Gruppen wie Cubanismo, Cubano Bop und dem Havana Jazz Trio auf (Fernsehauftritt).
Ausserdem leitete er den Basler Jazzclub Bird’s Eye von dessen Gründung 1994 bis zum Jahr 2022.

## Diskographische Hinweise
- Jasata: Live at the Lugano And Montreux Jazzfestival (1983)
- Stephan Kurmann Strings: Strings (1988)
- Stephan Kurmann Strings: Live in Montreux (1991)
- Stephan Kurmann Strings: Okan Layé (1998)
- Dado Moroni Trio feat. Adrienne West: Live at the Bird’s Eye (2001) /
- Stephan Kurmann Strings & Muñequitos de Matanzas: Live (2002)

## Lexigraphische Einträge
- Bruno Spoerri (Hrsg.): Biografisches Lexikon des Schweizer Jazz. CD-Beilage zu: Spoerri, Bruno (Hrsg.): Jazz in der Schweiz. Geschichte und Geschichten. Chronos-Verlag, Zürich 2005, ISBN 3-0340-0739-6